# Ismenias (Politiker)
Ismenias, altgriechisch Ἰσμηνίας, († 382 v. Chr. in Theben) war ein am Ende des 5. und zu Beginn des 4. Jahrhunderts v. Chr. wirkender Staatsmann und Feldherr in der böotischen Stadt Theben. Er verfolgte eine gegen Sparta gerichtete Politik.

## Leben
Ismenias entstammte einer angesehenen thebanischen Familie und war Sohn des Timokrates. Er war wegen seines Reichtums bekannt. Nach dem Ende des Peloponnesischen Kriegs stand er gemeinsam mit Androkleidas an der Spitze der antispartanischen Partei in Theben, die vor allem durch die Herrschaftsmethoden Spartas entstanden war. Somit befand sich Ismenias in scharfem politischen Gegensatz zu Leontiades, dem Führer der prospartanischen Faktion Thebens. Die Differenzen bezogen sich nur auf die Außenpolitik, während kaum innenpolitische – etwa über die Verfassung – bestanden; sowohl Ismenias als auch seine Widersacher waren Anhänger der damals in Böotien herrschenden oligarchischen Staatsform. Seine erste bekannte politische Aktion ist seine 404/403 v. Chr. aus privaten Geldmitteln erfolgte Unterstützung der Expedition des aus Athen verbannten attischen Strategen Thrasybulos gegen die mit Sparta verbündeten, damals Athen regierenden 30 Oligarchen.
Die Partei des Ismenias wurde mit der Zeit immer einflussreicher in Theben und wartete auf einen Anlass zur Initiierung einer offenen Kontroverse mit Sparta. Der Rhodier Timokrates förderte diese Bestrebungen, als er wohl im Auftrag des persischen Satrapen Pharnabazos – und nicht, wie von Xenophon behauptet, im Auftrag des Tithraustes – etwa im Winter 396/395 v. Chr. auf einer diplomatischen Mission in Griechenland 50 Talente Gold unter die Führer der antispartanischen Parteien in Athen, Theben und anderen Städten verteilte, um sie rascher in eine von ihnen bereits angepeilte Koalition zu bringen und zum Krieg gegen Sparta zu verleiten. Unter den Politikern, mit denen Timokrates Kontakt aufnahm, befand sich auch Ismenias.
Ismenias war dann maßgeblich an der Parteinahme Thebens gegen Sparta bei Ausbruch des Korinthischen Kriegs beteiligt. Die Thebaner überredeten zunächst im Sommer 395 v. Chr. laut Xenophon die opuntischen Lokrer, einen Krieg gegen die Phoker anzuzetteln, um in der Folge Sparta in diesen militärischen Konflikt zu verwickeln. Nach der Plünderung lokrischen Gebiets durch die Phoker fielen die Thebaner auf den Hilferuf der Lokrer in Phokis ein, woraufhin wiederum die Phoker Sparta um Militärhilfe ersuchten. Nach dem thebanischen Sieg in der Schlacht von Haliartos über die Spartaner (etwa Herbst 395 v. Chr.) eroberte ein von Ismenias befehligtes Heer aus Böotern und Arkadern die spartanische Festung Herakleia Trachinia, woraufhin sie den von den Spartanern vertriebenen Trachiniern die Stadt zurückgaben. Mit abgefallenen Aenianen und Athamanen schlug Ismenias anschließend ein phokisches Heer bei Naryka.
Für die folgenden Jahre liegen keine Informationen über Ismenias vor. Er dürfte aber weiterhin eine wichtige Rolle in Theben gespielt haben, auch wenn der Einfluss seiner Partei durch den Ausgang des Korinthischen Krieg und den Königsfrieden geschwächt wurde. Keine der beiden in der Stadt miteinander konkurrierenden Faktionen scheint sich in dieser Zeit endgültig durchgesetzt zu haben, da 382 v. Chr. sowohl Ismenias als auch der spartafreundliche Leontiadas das Amt eines Böotarchen bekleideten. Auf Veranlassung des Leontiadas und anderer besetzte der spartanische Feldherr Phoibidas im gleichen Jahr die Kadmeia. Als Ismenias an einer Sitzung des Rats teilnahm, wurde er auf Befehl des Leontiadas als angeblicher Feind des Vaterlandes festgenommen und auf der Kadmeia interniert. Es wurde ihm der Prozess gemacht, wobei die Richter aus Delegierten Spartas und dessen Verbündeten bestanden. In der Anklage wurde ihm vorgeworfen, dass er 13 Jahre zuvor zu den Persern gehalten und das vom Perserkönig gezahlte Gold angenommen habe; und überhaupt trage er mit Androkleidas die meiste Schuld an den damaligen Unruhen in Griechenland. Trotz seiner Verteidigung wurde er zum Tod verurteilt.